# Шутовка (Гомельская область)
Шутовка (бел. Шу́таўка) — деревня в составе Терюхского сельсовета Гомельского района Гомельской области Республики Беларусь.

## География

### Расположение
В 25 км на юг от Гомеля. В 6 км от железнодорожной станции Терюха.

### Гидрография
На реке Песошенька (приток реки Терюха).

## Транспортная система
Транспортная связь по просёлочной, а затем по автомобильной дороге Старые Яриловичи — Гомель.
В деревне 5 жилых домов (2004 год) расположенных вдоль просёлочной дороги. Застройка деревянными домами усадебного типа.

## История
По письменным источникам известна со 2-й половины XIX века, как деревня в Носовичской волости Гомельского уезда Могилёвской губернии.
В 1926 году в Хуторянском сельсовете Носовичского района Гомельского округа. В 1932 году жители деревни вступили в колхоз.
Во время Великой Отечественной войны в сентябре 1943 года оккупанты полностью сожгли деревню.
В 1959 году в составе совхоза «Социализм» с центром в деревне Терюха.

## Население

### Численность
- 2004 год — 5 дворов, 12 жителей

### Динамика
- 1897 год — 12 дворов, 52 жителя (согласно переписи)
- 1909 год — 64 жителя
- 1926 год — 13 дворов, 65 жителей
- 1940 год — 14 дворов
- 1959 год — 30 жителей (согласно переписи)
- 2004 год — 5 дворов, 12 жителей